# Gerard z Cremony
Gerard z Cremony (italsky Gerardo da Cremona, latinsky Gerardus Cremonensis, 1114 Cremona – 1187 Toledo) byl lombardský překladatel arabských vědeckých a filosofických děl, jež se nacházela v arabských knihovnách v Toledu opuštěných následkem reconquisty. Nejznámější je jeho překlad Ptolemaiova díla Almagest. Významný je také jako překladatel Aristotelových děl.
Gerard patřil k malé skupině učenců, dnes známé jako překladatelská škola v Toledu, kteří svými překlady seznamovali středověkou Evropu 12. století s poznatky starých Řeků a Arabů v oblasti astronomie, lékařství a dalších věd. Knihy z toledských knihoven překládali do latiny, čímž je zpřístupnili všem vzdělaným lidem v západní Evropě.

## Překlady
Gerard z Cremony přeložil z arabštiny celkem 87 knih. Kromě již zmiňovaného Ptolemaiova Almagestu k nim patří zejména tyto původně řecké práce:
- Archimédův spis O měření kruhu
- Eukleidovy Základy

Z Aristotela přeložil:
- Analytica Posteriora (Druhé analytiky)
- De caelo (O nebi) – kosmologické pojednání
- De generatione et corruptione (O vzniku a zániku)
- Meteorologica
- Physica (Fyzika)

Dále přeložil tato arabská díla:
- Chorezmího O algebře
- ibn Aflahovy Základy astronomie
- Rázího práce z oblasti alchymie, chemie a lékařství.

V minulosti mu byl mylně připisován i překlad Avicennova Kánonu medicíny.